# گتکش
 کتكششش بخش کجور شهرستان نوشهر استان مازندران ایران

## جمعیت
این روستا در دهستان زانوس‌رستاق قرار دارد و براساس سرشماری مرکز آمار ایران در سال ۱۳۸۵، جمعیت آن ۹۵ نفر (۳۳خانوار) بوده‌است. مردم گتکش از قومیت طبری هستند. مردم گتکش به زبان طبری و گویش کجوری سخن می‌گویند.